# Kugghjul

Animation av två kugghjul i ingrepp: Ingreppspunkten flyttas längs en evolventkurva.

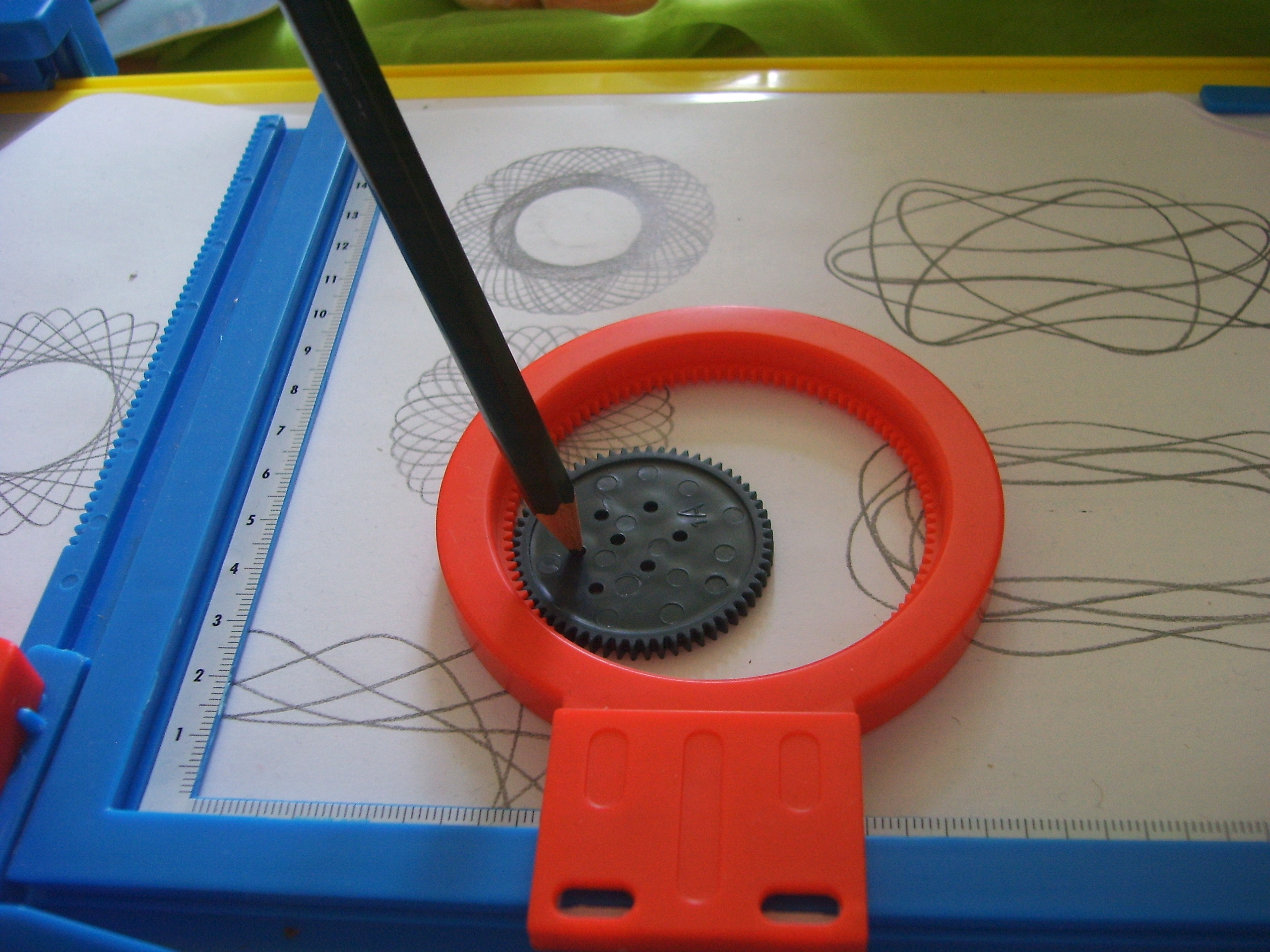
Kuggring med kugghjul för ritning.

Kugghjul är maskinelement, ofta tillverkade av metall, men kan också tillverkas av bl.a. plast, gummi eller trä och förekommer bland annat i urverk och andra maskiner. De är försedda med kuggtänder och är vanligen cylindriska. Deras vanligaste uppgift är att överföra rörelseenergi mellan roterande axlar. Kugghjul kallas i vissa fall även för drev, pinjong eller kuggkrans.
Man kan även ändra utväxling och vridmoment med hjälp av kugghjul. Ett mindre kugghjul som driver ett större ger lägre varvtal och ett större som driver ett mindre ger högre varvtal. Med vridmomentet förhåller det sig tvärtom; vridmomentutväxlingen är omvänt proportionell mot varvtalsutväxlingen. En enhet som består av två eller flera kugghjul benämns kuggväxel eller kugghjulsväxel. In- respektive utgående axel kan vara koaxiala, parallella eller, som i en vinkelväxel, placerade i vinkel mot varandra. Rotationsriktningen växlas i varje steg i en kuggväxel.
Med ett kugghjul och en kuggstång, kuggrem eller kedja kan övergång mellan rotation och linjär rörelse ske i bägge riktningar, såsom i en kuggstångsbana. Med kuggrem/kedja kan kugghjul med olika antal kuggar användas för utväxling, exempelvis i drivlinan på en cykel, med eller utan ändring av rotationsriktning i kedjefallet. I en bandvagn sker framdriften genom att banden drivs av kugghjul. Kugghjul kan kombineras med en kuggring med invändiga kuggar, till exempel i en planetväxel eller rithjälpmedel för speciella figurer. Ett kugghjul kan drivas av en skruvkomponent såsom snäckan i en snäckväxel.
Splines är en variant med kuggar som överför vridmoment till en motstående del utan att de rör sig inbördes, utom möjligen axiellt, exempelvis i kopplingen i många motorfordon. 
Kugghjul eller liknande används även för tillämpningar där något annat än rörelse- eller energiöverföring till motstående maskinenhet eftersöks, exempelvis kugghjulspumpar, för vätskor och mekanismer för att deformera, krossa eller mala, såsom i en kryddkvarn. Frammatning av elastiskt eller perforerat material såsom film i en projektor, eller och portionsmatning av föremål som passar mellan kuggar är andra tillämpningar för kugghjul.

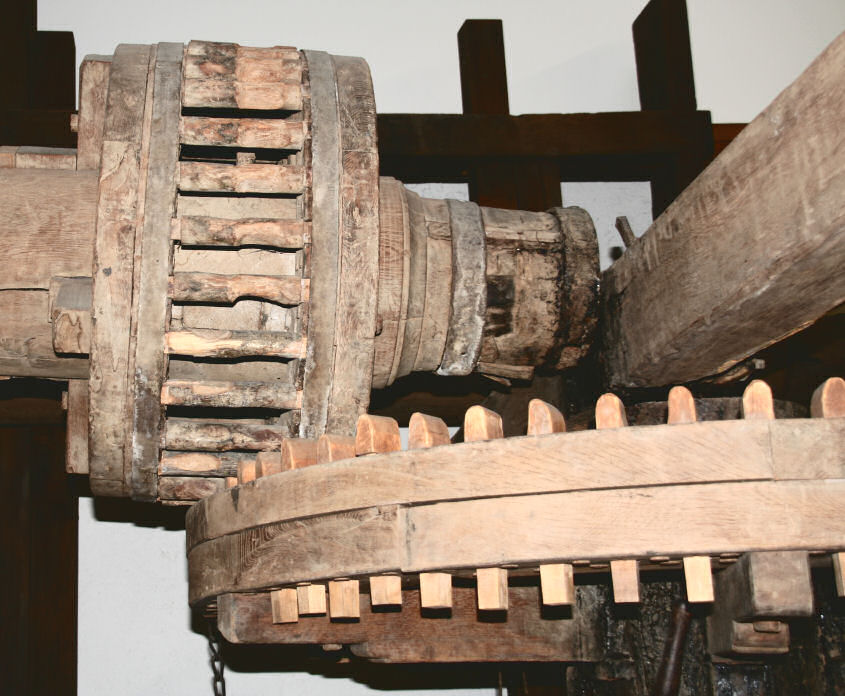
Kronväxel.

## Historia
Kugghjul började användas i Egypten cirka 300 år f. Kr. Dessa bestod av trä. Kugghjul av metall tillverkades av grekerna omkring 100 f. Kr. Ombord på ett vrak från ett skepp förlist på sin väg mellan Rhodos och Rom 80-50 f. Kr. har man hittat ett miniatyrplanetarium konstruerat av 28 kugghjul och en utbyggd differentialmekanism. I Kina använde man på 200-talet e. Kr. snarlika astronomiska mätinstrument, men tekniken kan vara äldre
Kugghjul av järn började tillverkas på 1500-talet. Idag tillverkas kugghjul i många material, bland annat stål, mässing och plast. Kugghjulskonstruktioner av trä kan återfinnas i väderkvarnar och äldre urverk.

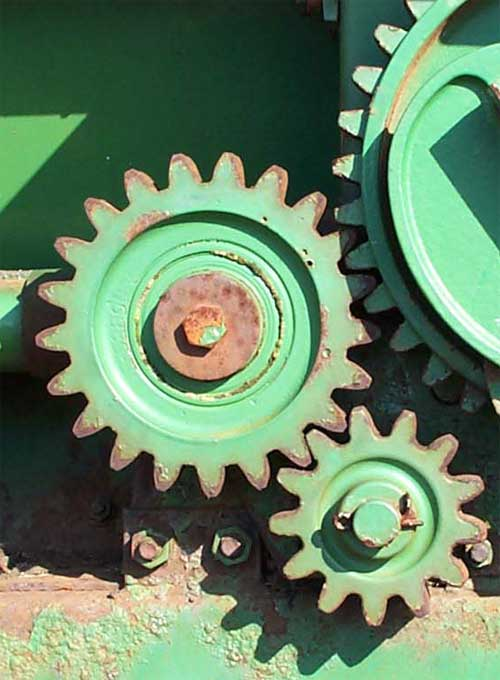
Kugghjul i en lantbruksmaskin. Här kan man se hur kuggarna i det ena hjulet greppar tag i kuggarna i det andra och bildar rörelse.

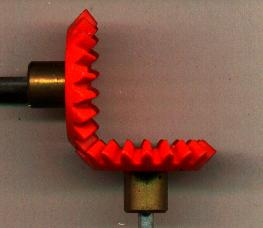
Vinkelväxel.

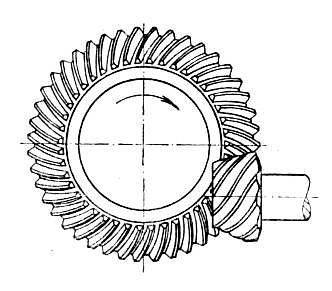
Hypoidväxel.

## Indelning
Kuggarna på ett kugghjul kan vara:
- Raka: kuggarna är parallella med hjulets axel.
- Sneda: kuggarna bildar en vinkel mot hjulets axel (ett specialfall är dubbel snedkugg, även kallad pilkugg, där hjulet har dubbla banor med snedkugg som lutar åt motsatt håll).
- Bågformad kugg.

Kuggarna på ett kugghjul kan vara:
- Utvändiga (det vanliga).
- Invändiga (förekommer i planetväxellådor).

Själva kuggen kan ha olika profil:
- Rak profil: enkel men mindre effektiv
- Cykloidprofil: började användas under sent 1600-tal. Används bland annat för kugghjul i klockor där man vill ha minimalt med glapp och det inte överförs så stora krafter.
- Evolventprofil: började användas på 1800-talet och är den vanligaste kuggprofilen. Den är utformad för minimal glidning och därmed minskad energiförlust. Kugghjul med evolventprofil är robusta mot variationer i axelavstånd.
- Hypoidprofil: används i vissa vinkelväxlar, såsom i transmissionlinan i bakhjulsdrivna bilar.
- Trapetsprofil: används för kuggstänger (kan betraktas som ett specialfall av evolventprofilen där kugghjulet har oändlig radie).
- Rundad profil: används för god passning till kedja.

Kuggväxlar indelas i:
- Cylindriska kuggväxlar, den vanligaste formen, där de båda hjulens mantelytor är cylindriska och axlarna är parallella med varandra. Kuggarna kan ha valfri form.
- Koniska kuggväxlar, där hjulens axlar skär eller korsar varandra. En kuggväxel med koniska hjul kan liknas vid två stympade koner som rullar mot varandra. Vid skärande axlar, "vinkelväxel", kan kuggarna vara raka, snedskurna eller spiralskurna. Vid korsande axlar måste kuggarna ha hypoidform.
- Skruvhjulskuggväxlar, även kallade snäckväxlar, används där man vill ha stor utväxling mellan två korsande axlar. Denna typ av kuggväxel medför större glidning mellan kuggarnas ytor och verkningsgraden är därför låg.
- Kuggstångsväxlar, där man överför en roterande rörelse till linjär rörelse.
- Det finns även diverse speciella kuggväxlar för intermittent rörelse eller rotation med olikformig hastighet  (samarbetande hjul är icke-cirkulära). I en normal kuggväxel varierar rotationshastigheten något under en cykel då ingreppspunkten flyttas fram och tillbaka till olika avstånd från axelcentrum, men den variationen brukar försummas, då den i regel dämpas av elasticitet och tröghetsmoment i systemet.

Det förekommer kugghjul som inte har kuggar omkring hela periferin, utan är begränsade till en viss rotationsvinkel, exempelvis i videobandspelare och låsmekanismer.
Specialfall av kugghjulsfunktion kan ses i kronmuttern som fastlåses mellan "kuggar" och låsbrickan som i periferin liknar ett kugghjul och även den appliceras för fastlåsning av skruvförband.

## Egenskaper
- Rakkugg: Mindre friktionsförluster än snedkugg. Ger inte upphov till axiella krafter som måste tas upp av axelns lagring. Högre ljudnivå än snedkugg.
- Snedkugg: Tål högre laster än motsvarande rakkugg därför att snedkugg har fler kuggpar i ingrepp samtidigt. Fler kuggpar i ingrepp ger en jämnare gång, vilket leder till lägre ljudnivå och lägre belastning på kuggarna. Backväxeln hos bilen har ofta rakkugg och därför låter det mer när man backar än när man kör framåt. Ett annat sätt att göra kuggingreppen mjukare är att toppavlätta kuggprofilerna. Snedkugg ger dock upphov till axialkrafter som måste tas upp med lager som klarar axiella krafter.

I vanliga fordonsväxellådor (exempelvis personbilar, bussar, lastbilar) används till största delen snedkugg vilket gör växellådorna avsevärt mycket tystare. Rakkugg brukar dock användas till backväxeln vilket ger det karakteristiska ljudet för en bil som backar. Inom racing och motorcykelsammanhang används ofta rakkugg tack vare lägre friktionsförluster och det faktum att transmissionsslammer överröstas av vindbrus (motorcykel) eller är mer eller mindre irrelevant (racing). Avsaknaden av axialkrafter gör även att växellådans lagring kan göras något "enklare".
Verkningsgraden i ett steg i en kuggväxel är cirka 90 % för en enklare växel och upp till cirka 98 % i en modern precisionsväxel med god smörjning. 
När rotationsriktningen ändras, finns ett "dött" område, glapp, innan kraft överförs i motsatt riktning. För precisionstillämpningar där minimalt glapp fordras såsom robotrörelser, finns en växel med flexspline, kallad "Harmonic Drive".